# Maverik Kun
Maverik Kun (ur. 4 lutego 1989) – nauruański zapaśnik walczący w obu stylach. Zajął jedenaste miejsce na igrzyskach Wspólnoty Narodów w 2018. Złoty i srebrny medalista mistrzostw Oceanii w 2017 roku.